# Dzielnica XIII Podgórze
Dzielnica XIII Podgórze ist der dreizehnte Stadtbezirk von Krakau in Polen, dieser umfasst eine Fläche von 25,67 km² und zählt 38.423 Einwohner mit einer Bevölkerungsdichte von 1497 Einwohnern/km². Namensgebend ist die im Jahr 1784 als Josephstadt am südlichen Ufer der Weichsel gegründete Stadt Podgórze, die 1915 eine Fläche von 5,48 km² hatte und nach Krakau eingemeindet wurde.
Im Jahr 1954 wurde eine Neugliederung auf sechs Stadtbezirke eingeführt, der Stadtbezirk namens Podgórze umfasste danach das ganze Gebiet Krakaus südlich der Weichsel (77,7 km²). Die Einwohnerzahl stieg u. a. durch Bau von Plattenbau-Siedlungen von 93.000 im Jahr 1960 auf 109.000 im Jahr 1970. In den Jahren 1973 und 1986 wurde der Stadtbezirk durch Eingemeindungen nach Krakau südlich der Weichsel auf 130,9 km² vergrößert. Im Jahr 1990 hatte er 205.000 Einwohner, aber wurde danach auf sechs kleinere Stadtteile aufgeteilt (außer XIII Podgórze: Dębniki, Łagiewniki-Borek Fałęcki, Swoszowice, Podgórze Duchackie, Bieżanów-Prokocim).

## Gliederung

Stadtbezirk Podgórze vor dem Jahr 1990

Der Stadtbezirk XIII Podgórze, nach dem Jahr 1990

- Podgórze
- Bonarka
- Łutnia
- Mateczny
- Płaszów
- Przewóz
- Rybitwy
- Zabłocie